# منتخب قطر لكأس ديفيز
منتخب قطر لكأس ديفيز هو ممثل قطر الرسمي في كرة المضرب في كأس ديفيز.